# Marton (North Yorkshire)
Marton is een civil parish in het bestuurlijke gebied Ryedale, in het Engelse graafschap North Yorkshire.

## Geboren
- James Cook (1728-1779), ontdekkingsreiziger